# Yeşilköy, Arsin
Yeşilköy là một xã thuộc huyện Arsin, tỉnh Trabzon, Thổ Nhĩ Kỳ. Dân số thời điểm năm 2011 là 668 người.